# Мехтилд фон Близкастел
Мехтилд фон Близкастел (на немски: Mechtild von Blieskastel; † сл. 1258) е графиня от Близкастел и чрез женитба господарка на Бланкенхайм в Айфел.
Тя е четвъртата дъщеря на граф Хайнрих фон Близкастел († 1237) и съпругата му Агнес фон Сайн († 1259), дъщеря на граф Хайнрих II фон Сайн-Зафенберг († 1203) и Агнес фон Зафенберг († 1201).

## Фамилия
Мехтилд фон Близкастел се омъжва за Фридрих I фон Бланкенхайм († сл. 1275), син на Герхард IV фон Бланкенхайм († сл. 1248) и Юта фон Хаймбах-Хенгебах († сл. 1252). Те имат шест деца.
- Герхард V фон Бланкенхайм (* пр. 1267; † сл. 10 август 1309), господар на Бланкенхайм, женен на 20 януари 1272 г. за Ирмезинда Люксембургска († сл. 1308) или Ирмгард фон Дюрбюи
- Конрад (* пр. 1261; † пр. 1267)
- Арнолд (* пр. 1267; † 1312)
- Дитрих († сл. 1275)
- Юта фон Бланкенхайм († сл. 1284), омъжена пр. 1 май 1282 г. за Хайнрих фон Шьонекен фон Вианден, господар на Шьонекен († сл. 1296), син на граф Фридрих фон Вианден, господар на Шьонекен († 1247) и Елизабет фон Салм († пр. 1263)
- Филип († сл. 1299)